# История троллейбусных маршрутов Петрозаводска

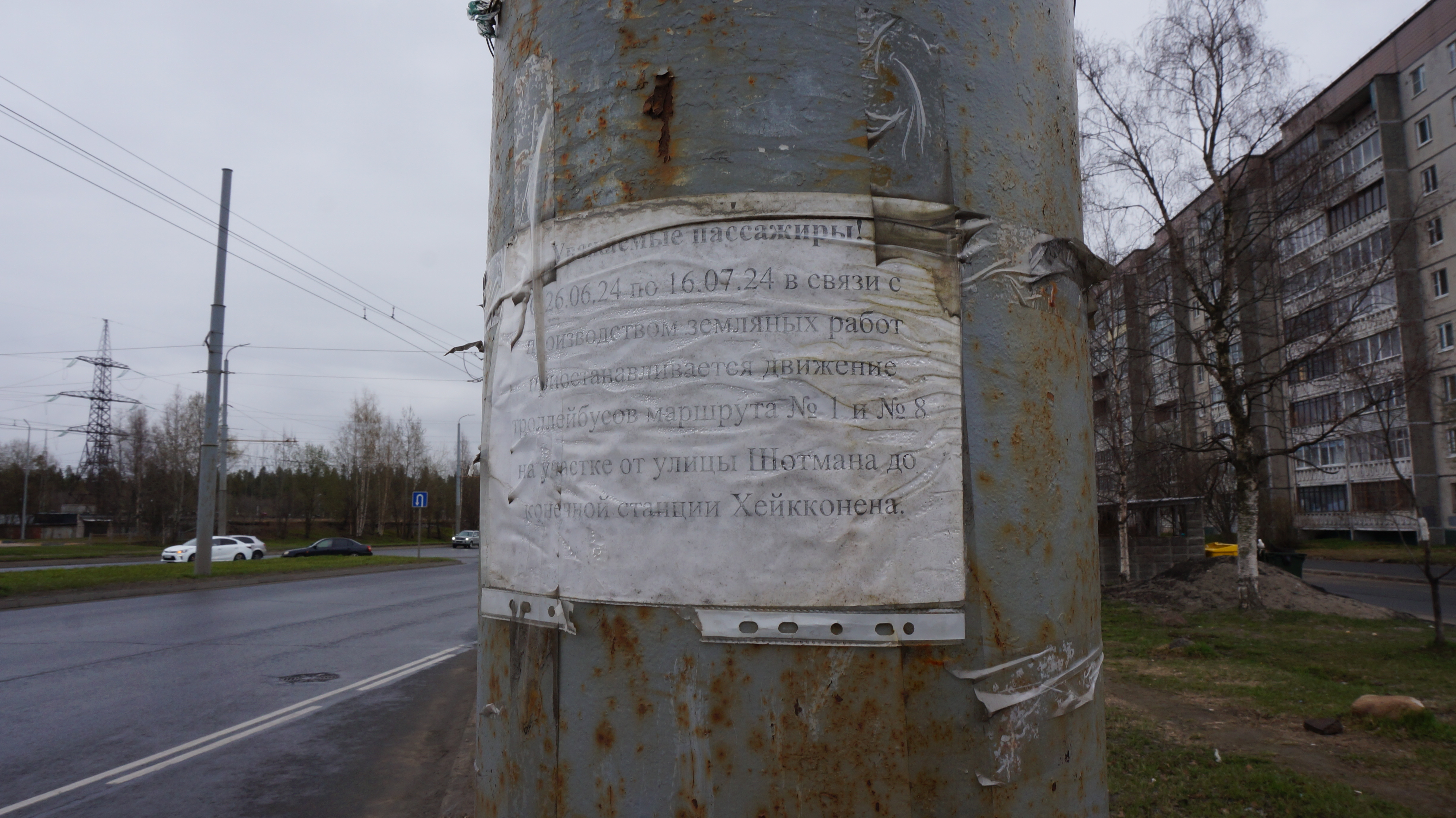
Объявление о сокращении троллейбусных маршрутов № 1 и № 8 в связи с ремонтными работами на улице Шотмана.

В данной статье представлена история троллейбусных маршрутов Петрозаводска.

## Регулярные маршруты

### Маршрут № 1
| Дата открытия | Путь следования | Примечание                                                 |
| ------------- | --- | ---------------------------------------------------------- |
| 05.09.1961    | Товарная станция — Улица Степана Разина — Первомайский проспект — Улица Антикайнена — Проспект Ленина — Площадь Гагарина — Проспект Ленина — Улица Куйбышева — Улица «Правды» — Проспект Александра Невского — Улица Луначарского — Пушкинская улица — Проспект Карла Маркса — Улица Куйбышева — Проспект Ленина — Площадь Гагарина — Улица Антикайнена — Первомайский проспект — Краснофлотская улица — Улица Шотмана — Товарная станция | Новый маршрут                                              |
| 11.10.1962    | Товарная станция — Улица Степана Разина — Первомайский проспект — Улица Антикайнена — Проспект Ленина — Площадь Гагарина — Проспект Ленина — Улица Куйбышева — Улица «Правды» — Проспект Александра Невского — Улица Луначарского — Улица Радищева — Улица Ригачина — Улица Чернышевского — Улица Луначарского — Проспект Александра Невского — Улица «Правды» — Улица Куйбышева — Проспект Ленина — Площадь Гагарина — Улица Антикайнена — Первомайский проспект — Краснофлотская улица — Улица Шотмана — Товарная станция | Продлён                                                    |
| 30.03.1963    | Товарная станция — Улица Степана Разина — Первомайский проспект — Улица Антикайнена — Проспект Ленина — Площадь Гагарина — Проспект Ленина — Улица Куйбышева — Улица «Правды» — Проспект Александра Невского — Улица Луначарского — Улица Радищева — Улица Ригачина — Улица Онежской Флотилии — Завод «Авангард» — Улица Онежской Флотилии — Улица Ригачина — Улица Чернышевского — Улица Луначарского — Проспект Александра Невского — Улица «Правды» — Улица Куйбышева — Проспект Ленина — Площадь Гагарина — Улица Антикайнена — Первомайский проспект — Краснофлотская улица — Улица Шотмана — Товарная станция                                                                         | Продлён                                                    |
| 29.06.1997    | Кемская улица — Кемская улица — Судостроительная улица — Ключевая улица — Улица Онежской Флотилии — Улица Ригачина — Улица Чернышевского — Улица Луначарского — Проспект Александра Невского — Улица «Правды» — Улица Куйбышева — Проспект Ленина — Площадь Гагарина — Проспект Ленина — Улица Куйбышева — Улица «Правды» — Проспект Александра Невского — Улица Луначарского — Улица Радищева — Улица Ригачина — Улица Онежской Флотилии — Ключевая улица — Судостроительная улица — Кемская улица | Продлён; укорочен                                          |
| 24.06.2005    | Кемская улица — Кемская улица — Судостроительная улица — Ключевая улица — Улица Онежской Флотилии — Улица Ригачина — Улица Чернышевского — Улица Луначарского — Проспект Александра Невского — Улица «Правды» — Улица Куйбышева — Проспект Ленина — Площадь Гагарина — Улица Шотмана — Улица Чапаева — Верхнее Чапаевское кольцо — Улица Чапаева — Улица Шотмана — Площадь Гагарина — Проспект Ленина — Улица Куйбышева — Улица «Правды» — Проспект Александра Невского — Улица Луначарского — Улица Радищева — Улица Ригачина — Улица Онежской Флотилии — Ключевая улица — Судостроительная улица — «Кемская улица»                                                                        | Продлён                                                    |
| 15.09.2006    | «Кемская улица»— Кемская улица — Судостроительная улица — Ключевая улица — Улица Онежской Флотилии — Улица Ригачина — Улица Чернышевского — Улица Луначарского — Проспект Александра Невского — Улица «Правды» — Улица Куйбышева — Проспект Ленина — Площадь Гагарина — Улица Шотмана — Улица Чапаева — Лесной проспект — Лососинское шоссе — Лесной проспект — Улица Чапаева — Улица Шотмана — Площадь Гагарина — Проспект Ленина — Улица Куйбышева — Улица «Правды» — Проспект Александра Невского — Улица Луначарского — Улица Радищева — Улица Ригачина — Улица Онежской Флотилии — Ключевая улица — Судостроительная улица — Кемская улица                                             | Продлён                                                    |
| 05.10.2007    | «Кемская улица» — Кемская улица — Судостроительная улица — Ключевая улица — Улица Онежской Флотилии — Улица Ригачина — Улица Чернышевского — Улица Луначарского — Проспект Александра Невского — Улица «Правды» — Улица Куйбышева — Проспект Ленина — Площадь Гагарина — Улица Шотмана — Улица Чапаева — Лесной проспект — Лососинское шоссе — «Улица Хейкконена» — Лососинское шоссе — Лесной проспект — Улица Чапаева — Улица Шотмана — Площадь Гагарина — Проспект Ленина — Улица Куйбышева — Улица «Правды» — Проспект Александра Невского — Улица Луначарского — Улица Радищева — Улица Ригачина — Улица Онежской Флотилии — Ключевая улица — Судостроительная улица — «Кемская улица» | Продлён                                                    |
| 01.09.2024    | «Кемская улица» — Кемская улица — Судостроительная улица — Ключевая улица — Улица Онежской Флотилии — Улица Ригачина — Улица Чернышевского — Улица Луначарского — Проспект Александра Невского — Улица «Правды» — Улица Куйбышева — Проспект Ленина — Площадь Гагарина — Улица Шотмана — Улица Чапаева — Лесной проспект — Лососинское шоссе — «Чистая улица» — Лососинское шоссе — Лесной проспект — Улица Чапаева — Улица Шотмана — Площадь Гагарина — Проспект Ленина — Улица Куйбышева — Улица «Правды» — Проспект Александра Невского — Улица Луначарского — Улица Радищева — Улица Ригачина — Улица Онежской Флотилии — Ключевая улица — Судостроительная улица — «Кемская улица»     | Продлен                                                    |
| 09.06.2025    | Завод «Авангард» — Улица Онежской Флотилии — Улица Ригачина — Улица Чернышевского — Улица Луначарского — Проспект Александра Невского — Улица «Правды» — Улица Куйбышева — Проспект Ленина — Площадь Гагарина — Улица Шотмана — Улица Чапаева — Лесной проспект — Лососинское шоссе — Чистая улица — Лососинское шоссе — Лесной проспект — Улица Чапаева — Улица Шотмана — Площадь Гагарина — Проспект Ленина — Улица Куйбышева — Улица «Правды» — Проспект Александра Невского — Улица Луначарского — Улица Радищева — Улица Ригачина — Улица Онежской Флотилии — Завод «Авангард» | Сокращен на время ремонта теплотрассы                      |
| 18.08.2025    | Завод «Авангард» — Улица Онежской Флотилии — Улица Ригачина — Улица Чернышевского — Улица Луначарского — Проспект Александра Невского — Улица «Правды» — Улица Куйбышева — Проспект Ленина — Площадь Гагарина — Проспект Ленина — Улица Куйбышева — Улица «Правды» — Проспект Александра Невского — Улица Луначарского — Улица Радищева — Улица Ригачина — Улица Онежской Флотилии — Завод «Авангард» | Сокращен из-за ремонта ливневой канализации на ул. Чапаева |

### Маршрут № 1-А
| Дата открытия | Путь следования | Примечание                         |
| ------------- | --- | ---------------------------------- |
| 14.02.1983    | Троллейбусное управление — Московская улица — Набережная Варкауса — Улица Кирова — Проспект Ленина — Улица Куйбышева — Улица «Правды» — Проспект Александра Невского — Улица Луначарского — Улица Радищева — Улица Ригачина — Улица Онежской Флотилии — Завод «Авангард» — Улица Онежской Флотилии — Улица Ригачина — Улица Чернышевского — Улица Луначарского — Проспект Александра Невского — Улица «Правды» — Улица Куйбышева — Проспект Ленина — Улица Кирова — Набережная Варкауса — Московская улица — Троллейбусное управление                        | Переименованный маршрут № 2        |
| 09.07.1984    | Маршрут закрыт |                                    |
| 1990-е гг.    | Товарная станция — Улица Степана Разина — Первомайский проспект — Улица Антикайнена — Проспект Ленина — Площадь Гагарина — Проспект Ленина — Улица Куйбышева — Улица «Правды» — Проспект Александра Невского — Улица Луначарского — Улица Радищева — Улица Ригачина — Хлебокомбинат — Улица Ригачина — Улица Чернышевского — Улица Луначарского — Проспект Александра Невского — Улица «Правды» — Улица Куйбышева — Проспект Ленина — Площадь Гагарина — Улица Антикайнена — Первомайский проспект — Краснофлотская улица — Улица Шотмана — Товарная станция | Новый маршрут. Действовал недолго. |

### Маршрут № 2
| Дата открытия | Путь следования | Примечание                                      |
| ------------- | --- | ----------------------------------------------- |
| 28.06.1964    | Товарная станция — Улица Степана Разина — Первомайский проспект — Улица Антикайнена — Улица Маршала Мерецкова — Проспект Александра Невского — Улица Луначарского — Улица Пушкинская — Проспект Карла Маркса — Улица Куйбышева — Улица «Правды» — Проспект Александра Невского — Улица Маршала Мерецкова — Улица Антикайнена — Первомайский проспект — Краснофлотская улица — Улица Шотмана — Товарная станция | Новый маршрут                                   |
| 01.12.1965    | Товарная станция — Улица Степана Разина — Первомайский проспект — Улица Антикайнена — Улица Маршала Мерецкова — Проспект Александра Невского — Улица Луначарского — Улица Пушкинская — Проспект Карла Маркса — Улица Куйбышева — Проспект Ленина — Площадь Гагарина — Проспект Ленина — Улица Антикайнена — Первомайский проспект — Улица Мелентьевой — Улица Шотмана — Товарная станция | Частично изменён. Продлён.                      |
| 01.11.1967    | Товарная станция — Улица Степана Разина — Первомайский проспект — Улица Антикайнена — Улица Маршала Мерецкова — Проспект Александра Невского — Улица Луначарского — Улица Пушкинская — Проспект Карла Маркса — Улица Куйбышева — Улица «Правды» — Проспект Александра Невского — Улица Маршала Мерецкова — Улица Антикайнена — Первомайский проспект — Краснофлотская улица — Улица Шотмана — Товарная станция | Частично изменён; укорочен. До 21.04.1976.      |
| 07.04.1970    | Площадь Гагарина — Проспект Ленина — Улица Антикайнена — Первомайский проспект — Заводская улица — ДСК — Заводская улица — Первомайский проспект — Улица Антикайнена — Проспект Ленина — Площадь Гагарина | Отдельные рейсы. Продлён; укорочен.             |
| 14.12.1972    | Заводская улица — Заводская улица — Первомайский проспект — Улица Антикайнена — Улица Маршала Мерецкова — Проспект Александра Невского — Улица Луначарского — Улица Пушкинская — Проспект Карла Маркса — Улица Куйбышева — Улица «Правды» — Проспект Александра Невского — Улица Маршала Мерецкова — Улица Антикайнена — Первомайский проспект — Заводская улица — Заводская улица | Отдельные рейсы. Продлён. До 01.03.1973.        |
| 14.12.1972    | Заводская улица — Заводская улица — Первомайский проспект — Улица Антикайнена — Улица Маршала Мерецкова — Проспект Александра Невского — Улица Луначарского — Улица Пушкинская — Проспект Карла Маркса — Улица Куйбышева — Улица «Правды» — Проспект Александра Невского — Улица Маршала Мерецкова — Улица Антикайнена — Первомайский проспект — Заводская улица — Заводская улица | Отдельные рейсы. Продлён. До 01.03.1973.        |
| 17.01.1976    | ДСК — Заводская улица — Первомайский проспект — Улица Антикайнена — Улица Маршала Мерецкова — Проспект Александра Невского — Улица Луначарского — Улица Пушкинская — Проспект Карла Маркса — Улица Куйбышева — Улица «Правды» — Проспект Александра Невского — Улица Маршала Мерецкова — Улица Антикайнена — Первомайский проспект — Заводская улица — ДСК | Отдельные рейсы. Продлён. До 21.04.1976.        |
| 06.05.1978    | Троллейбусное управление — Московская улица — Набережная Варкауса — Улица Кирова — Проспект Ленина — Площадь Гагарина — Проспект Ленина — Улица Кирова — Набережная Варкауса — Московская улица — Троллейбусное управление | Новый маршрут.                                  |
| 20.01.1982    | Троллейбусное управление — Московская улица — Набережная Варкауса — Улица Кирова — Проспект Ленина — Улица Куйбышева — Улица «Правды» — Проспект Александра Невского — Улица Луначарского — Улица Радищева — Улица Ригачина — Улица Онежской Флотилии — Завод «Авангард» — Улица Онежской Флотилии — Улица Ригачина — Улица Чернышевского — Улица Луначарского — Проспект Александра Невского — Улица «Правды» — Улица Куйбышева — Проспект Ленина — Улица Кирова — Набережная Варкауса — Московская улица — Троллейбусное управление | Укорочен; продлён. Переименован в маршрут № 1-А |
| 14.02.1982    | Троллейбусное управление — Московская улица — Набережная Варкауса — Улица Кирова — Проспект Ленина — Площадь Гагарина — Проспект Ленина — Улица Кирова — Набережная Варкауса — Московская улица — Троллейбусное управление | Укорочен; продлён                               |
| 05.11.1982    | Троллейбусное управление — Московская улица — Набережная Варкауса — Улица Кирова — Проспект Ленина — Площадь Гагарина — Красноармейская улица — Комсомольский проспект — Конечная станция «Курганская улица» — Комсомольский проспект — Красноармейская улица — Площадь Гагарина — Проспект Ленина — Улица Кирова — Набережная Варкауса — Московская улица — Троллейбусное управление | Продлён                                         |
| 25.06.1984    | Троллейбусное управление — Московская улица — Набережная Варкауса — Улица Кирова — Проспект Ленина — Площадь Гагарина — Красноармейская улица — Комсомольский проспект — Улица Ровио — Комсомольский проспект — Красноармейская улица — Площадь Гагарина — Проспект Ленина — Улица Кирова — Набережная Варкауса — Московская улица — Троллейбусное управление | Продлён                                         |
| 10.07.1984    | Заводская улица — Заводская улица — ДСК — Заводская улица — Первомайский проспект — Московская улица — Набережная Варкауса — Улица Кирова — Проспект Ленина — Площадь Гагарина — Красноармейская улица — Комсомольский проспект — Улица Ровио — Комсомольский проспект — Красноармейская улица — Площадь Гагарина — Проспект Ленина — Улица Кирова — Набережная Варкауса — Московская улица — Первомайский проспект — Заводская улица — Заводская улица                                                                               | Продлён.                                        |
| 07.11.1984    | Улица Ровио — Комсомольский проспект — Красноармейская улица — Площадь Гагарина — Проспект Ленина — Улица Кирова — Набережная Варкауса — Улица Мелентьевой — Улица Зайцева — ДСК — Улица Зайцева — Улица Мелентьевой — Набережная Варкауса — Улица Кирова — Проспект Ленина — Площадь Гагарина — Красноармейская улица — Комсомольский проспект — Улица Ровио | Укорочен; продлён. Переименован в маршрут № 5.  |
| 30.06.1985    | Улица Ровио — Комсомольский проспект — Красноармейская улица — Площадь Гагарина — Проспект Ленина — Улица Кирова — Набережная Варкауса — Улица Мелентьевой — Улица Зайцева — Заводская улица — Заводская улица — Заводская улица — Улица Зайцева — Улица Мелентьевой — Набережная Варкауса — Улица Кирова — Проспект Ленина — Площадь Гагарина — Красноармейская улица — Комсомольский проспект — Улица Ровио | Продлён.                                        |
| 07.11.1986    | Лыжная улица — Лыжная улица — Улица Ровио — Комсомольский проспект — Красноармейская улица — Площадь Гагарина — Проспект Ленина — Улица Кирова — Набережная Варкауса — Улица Мелентьевой — Улица Зайцева — ДСК — Улица Зайцева — Улица Мелентьевой — Набережная Варкауса — Улица Кирова — Проспект Ленина — Площадь Гагарина — Красноармейская улица — Комсомольский проспект — Улица Ровио — Лыжная улица — Лыжная улица | Продлён; укорочен.                              |
| 25.12.2017    | Лыжная улица — Лыжная улица — Улица Ровио — Комсомольский проспект — Красноармейская улица — Площадь Гагарина — Проспект Ленина — Улица Куйбышева — Улица «Правды» — проспект Александра Невского — Комсомольский проспект — Улица Ровио — Лыжная улица — Лыжная улица | Укорочен.                                       |
| 01.03.2018    | Лыжная улица — Лыжная улица — Улица Ровио — Комсомольский проспект — Красноармейская улица — Площадь Гагарина — Проспект Ленина — Улица Куйбышева — Улица «Правды» — проспект Александра Невского — Комсомольский проспект — Улица Ровио — Лыжная улица — Лыжная улица | Теперь работает по будням в часы пик            |
| 13.06.2018    | Маршрут приостановлен |                                                 |

### Маршрут № 2-А
| Дата открытия | Путь следования | Путь следования | Примечание    |
| ------------- | --- | --- | ------------- |
| 23.12.1985    | Улица Ровио — Комсомольский проспект — Красноармейская улица — Площадь Гагарина — Красноармейская улица — Комсомольский проспект — улица Ровио | Улица Ровио — Комсомольский проспект — Красноармейская улица — Площадь Гагарина — Красноармейская улица — Комсомольский проспект — улица Ровио | Новый маршрут |
| 06.11.1986    | Маршрут закрыт | |               |

### Маршрут № 3
| Дата открытия | Путь следования | Примечание                                           |
| ------------- | --- | ---------------------------------------------------- |
| 1.12.1965     | Товарная станция — Улица Степана Разина — Первомайский проспект — Улица Антикайнена — Улица Маршала Мерецкова — Проспект Александра Невского — Улица Луначарского — Улица Радищева — Улица Ригачина — Хлебокомбинат — Улица Ригачина — Улица Чернышевского — Улица Луначарского — Проспект Александра Невского — Улица Маршала Мерецкова — Улица Антикайнена — Первомайский проспект — Улица Мелентьевой — Улица Шотмана — Товарная станция | Новый маршрут                                        |
| 1.11.1967     | Улица Заводская — Первомайский проспект — Улица Антикайнена — Улица Маршала Мерецкова — Проспект Александра Невского — Улица Луначарского — Улица Радищева — Улица Ригачина — Хлебокомбинат — Улица Ригачина — Улица Чернышевского — Улица Луначарского — Проспект Александра Невского — Улица Маршала Мерецкова — Улица Антикайнена — Первомайский проспект — Улица Заводская | Продлён                                              |
| 3.12.1969     | Улица Заводская — ДСК — Улица Заводская — Первомайский проспект — Улица Антикайнена — Улица Маршала Мерецкова — Проспект Александра Невского — Улица Луначарского — Улица Радищева — Улица Ригачина — Хлебокомбинат — Улица Ригачина — Улица Чернышевского — Улица Луначарского — Проспект Александра Невского — Улица Маршала Мерецкова — Улица Антикайнена — Первомайский проспект — Улица Заводская — ДСК — Улица Заводская | Продлён                                              |
| 10.07.1984    | к/т Калевала — Первомайский проспект — Улица Антикайнена — Улица Маршала Мерецкова — Проспект Александра Невского — Улица Луначарского — Улица Радищева — Улица Ригачина — Хлебокомбинат — Улица Ригачина — Улица Чернышевского — Улица Луначарского — Проспект Александра Невского — Улица Маршала Мерецкова — Улица Антикайнена — Первомайский проспект — к/т Калевала | Укорочен из-за реконструкции Первомайского проспекта |
| 21.10.1985    | Улица Заводская — ДСК — Улица Заводская — Первомайский проспект — Улица Антикайнена — Улица Маршала Мерецкова — Проспект Александра Невского — Улица Луначарского — Улица Радищева — Улица Ригачина — Хлебокомбинат — Улица Ригачина — Улица Чернышевского — Улица Луначарского — Проспект Александра Невского — Улица Маршала Мерецкова — Улица Антикайнена — Первомайский проспект — Улица Заводская — ДСК — Улица Заводская | Продлён                                              |
| 8.08.1985     | к/т Калевала — Первомайский проспект — Улица Антикайнена — Улица Маршала Мерецкова — Проспект Александра Невского — Улица Луначарского — Улица Радищева — Улица Ригачина — Хлебокомбинат — Улица Ригачина — Улица Чернышевского — Улица Луначарского — Проспект Александра Невского — Улица Маршала Мерецкова — Улица Антикайнена — Первомайский проспект — к/т Калевала | Укорочен из-за реконструкции Первомайского проспекта |
| 7.11.1986     | Улица Заводская — ДСК — Улица Заводская — Первомайский проспект — Улица Антикайнена — Улица Маршала Мерецкова — Проспект Александра Невского — Улица Луначарского — Улица Радищева — Улица Ригачина — Хлебокомбинат — Улица Ригачина — Улица Чернышевского — Улица Луначарского — Проспект Александра Невского — Улица Маршала Мерецкова — Улица Антикайнена — Первомайский проспект — Улица Заводская — ДСК — Улица Заводская | Продлён                                              |
| 15.08.1998    | Улица Заводская — Первомайский проспект — Улица Антикайнена — Улица Маршала Мерецкова — Проспект Александра Невского — Улица Луначарского — Улица Радищева — Улица Ригачина — Хлебокомбинат — Улица Ригачина — Улица Чернышевского — Улица Луначарского — Проспект Александра Невского — Улица Маршала Мерецкова — Улица Антикайнена — Первомайский проспект — Улица Заводская | Укорочен                                             |
| 12.09.2006    | Улица Заводская — ДСК — Улица Заводская — Первомайский проспект — Улица Антикайнена — Улица Маршала Мерецкова — Проспект Александра Невского — Улица Луначарского — Улица Радищева — Улица Ригачина — Хлебокомбинат — Улица Ригачина — Улица Чернышевского — Улица Луначарского — Проспект Александра Невского — Улица Маршала Мерецкова — Улица Антикайнена — Первомайский проспект — Улица Заводская — ДСК — Улица Заводская | Продлён                                              |
| 14.09.2006    | Улица Заводская — Первомайский проспект — Улица Антикайнена — Улица Маршала Мерецкова — Проспект Александра Невского — Улица Луначарского — Улица Радищева — Улица Ригачина — Хлебокомбинат — Улица Ригачина — Улица Чернышевского — Улица Луначарского — Проспект Александра Невского — Улица Маршала Мерецкова — Улица Антикайнена — Первомайский проспект — Улица Заводская | Укорочен                                             |
| 30.12.2017    | Улица Заводская — Первомайский проспект — Улица Антикайнена — Проспект Ленина — Площадь Гагарина — Улица Красноармейская — Комсомольский Проспект — Проспект Александра Невского — Улица Луначарского — Улица Радищева — Улица Ригачина — Хлебокомбинат — Улица Ригачина — Улица Чернышевского — Улица Луначарского — Проспект Александра Невского — Комсомольский Проспект — Улица Красноармейская — Площадь Гагарина — Проспект Ленина — Улица Антикайнена — Первомайский проспект — Улица Заводская                                                                  | Частично изменён                                     |
| 05.07.2021    | Улица Заводская — Первомайский проспект — Улица Антикайнена — Проспект Ленина — Площадь Гагарина — Улица Красноармейская — Комсомольский Проспект — Проспект Александра Невского — улица Калинина — Ключевское шоссе — улица Репникова — улица Антонова — улица Корабелов — улица Корабелов — улица Корабелов — улица Антонова — улица Репникова — Ключевское шоссе — улица Калинина — Проспект Александра Невского — Комсомольский Проспект — Улица Красноармейская — Площадь Гагарина — Проспект Ленина — Улица Антикайнена — Первомайский проспект — Улица Заводская | Изменен                                              |
| 01.04.2022    | Улица Заводская — Первомайский проспект — Улица Антикайнена — Проспект Ленина — Площадь Гагарина — Улица Красноармейская — Комсомольский Проспект — Проспект Александра Невского — Улица Луначарского — Улица Радищева — Улица Ригачина — Хлебокомбинат — Улица Ригачина — Улица Чернышевского — Улица Луначарского — Проспект Александра Невского — Комсомольский Проспект — Улица Красноармейская — Площадь Гагарина — Проспект Ленина — Улица Антикайнена — Первомайский проспект — Улица Заводская                                                                  | Изменен                                              |

### Маршрут № 3-А
| Дата открытия | Путь следования | Примечание    |
| ------------- | --- | ------------- |
| 01.03.1977    | Курганская улица — проспект Александра Невского — улица Маршала Мерецкого — улица Антикайнена — Первомайский проспект — Заводская улица — ДСК — Заводская улица — Первомайский проспект — улица Антикайнена — улица Маршала Мерецкого — проспект Александра Невского — Курганская улица | Новый маршрут |
| 25.06.1984    | Маршрут закрыт |               |

### Маршрут № 4
| Дата открытия | Путь следования | Примечание                                                                        |
| ------------- | --- | --------------------------------------------------------------------------------- |
| 22.04.1976    | Курганская улица — проспект Александра Невского — улица Луначарского — улица Фаддевская — проспект Карла Маркса — улица Куйбышева — проспект Ленина — улица Кирова — улица Ленинградская — Октябрьский проспект — улица Ленинградская — улица Кирова — проспект Ленина — улица Куйбышева — улица Правды — проспект Александра Невского — Курганская улица | Новый маршрут                                                                     |
| 25.06.1984    | Улица Ровио — Комсомольский Проспект — проспект Александра Невского — улица Луначарского — улица Фаддевская — проспект Карла Маркса — улица Куйбышева — проспект Ленина — улица Кирова — улица Ленинградская — Октябрьский проспект — улица Ленинградская — улица Кирова — проспект Ленина — улица Куйбышева — улица Правды — проспект Александра Невского — Комсомольский Проспект — Улица Ровио | Продлён                                                                           |
| 07.11.1986    | Лыжная улица — Улица Ровио — Комсомольский Проспект — проспект Александра Невского — улица Луначарского — улица Фаддевская — проспект Карла Маркса — улица Куйбышева — проспект Ленина — улица Кирова — улица Ленинградская — Октябрьский проспект — улица Ленинградская — улица Кирова — проспект Ленина — улица Куйбышева — улица Правды — проспект Александра Невского — Комсомольский Проспект — Улица Ровио — Лыжная улица | Продлён                                                                           |
| 01.01.2016    | Лыжная улица — Улица Ровио — Комсомольский Проспект — проспект Александра Невского — улица Луначарского — улица Фаддевская — проспект Карла Маркса — улица Куйбышева — проспект Ленина — улица Кирова — улица Ленинградская — Октябрьский проспект — улица Ленинградская — улица Кирова — проспект Ленина — улица Куйбышева — улица Правды — проспект Александра Невского — Комсомольский Проспект — Улица Ровио — Лыжная улица | Изменен режим работы. Теперь работает по будням с 06:40 до 10:23 и 14:27 до 17:43 |
| 25.12.2017    | Лыжная улица — Улица Ровио — Комсомольский Проспект — проспект Александра Невского — Улица Правды — улица Куйбышева — проспект Ленина — улица Красноармейская — Комсомольский Проспект — Улица Ровио — Лыжная улица | Изменен. Также, стал работать во все дни недели, с утра до вечера                 |
| 13.06.2018    | Лыжная улица — Улица Ровио — Комсомольский Проспект — проспект Александра Невского — Улица Правды — улица Куйбышева — проспект Ленина — улица Красноармейская — Комсомольский Проспект — Улица Ровио — Лыжная улица | Теперь работает по будням с 06:30 до 09:27 и 15:25 до 18:40                       |
| 01.02.2021    | Лыжная улица — Улица Ровио — Комсомольский Проспект — проспект Александра Невского — улица Правды — улица Куйбышева — проспект Ленина — улица Кирова — улица Ленинградская — Октябрьский проспект — улица Ленинградская — улица Кирова — проспект Ленина — улица Куйбышева — улица Правды — проспект Александра Невского — Комсомольский Проспект — Улица Ровио — Лыжная улица | Изменен                                                                           |
| 18.06.2021    | Маршрут приостановлен |                                                                                   |
| 15.08.2025    | Улица Корабелов — улица Корабелов — улица Антонова — улица Репникова — Ключевское шоссе — улица Лыжная — улица Ровио — Комсомольский проспект — проспект Александра Невского — улица Луначарского — улица Фаддевская — проспект Карла Маркса — улица Куйбышева — проспект Ленина — улица Кирова — набережная Варкауса — Московская улица — Первомайский проспект — Улица Степана Разина — Товарная станция — Краснофлотская улица — Первомайский проспект — Московская улица — набережная Варкауса — улица Ленинградская — улица Кирова — проспект Ленина — улица Куйбышева — улица Правды — проспект Александра Невского — Комсомольский проспект — улица Ровио — улица Лыжная — Ключевское шоссе — улица Репникова — улица Антонова — улица Корабелов — улица Корабелов | Новый маршрут                                                                     |

### Маршрут № 5

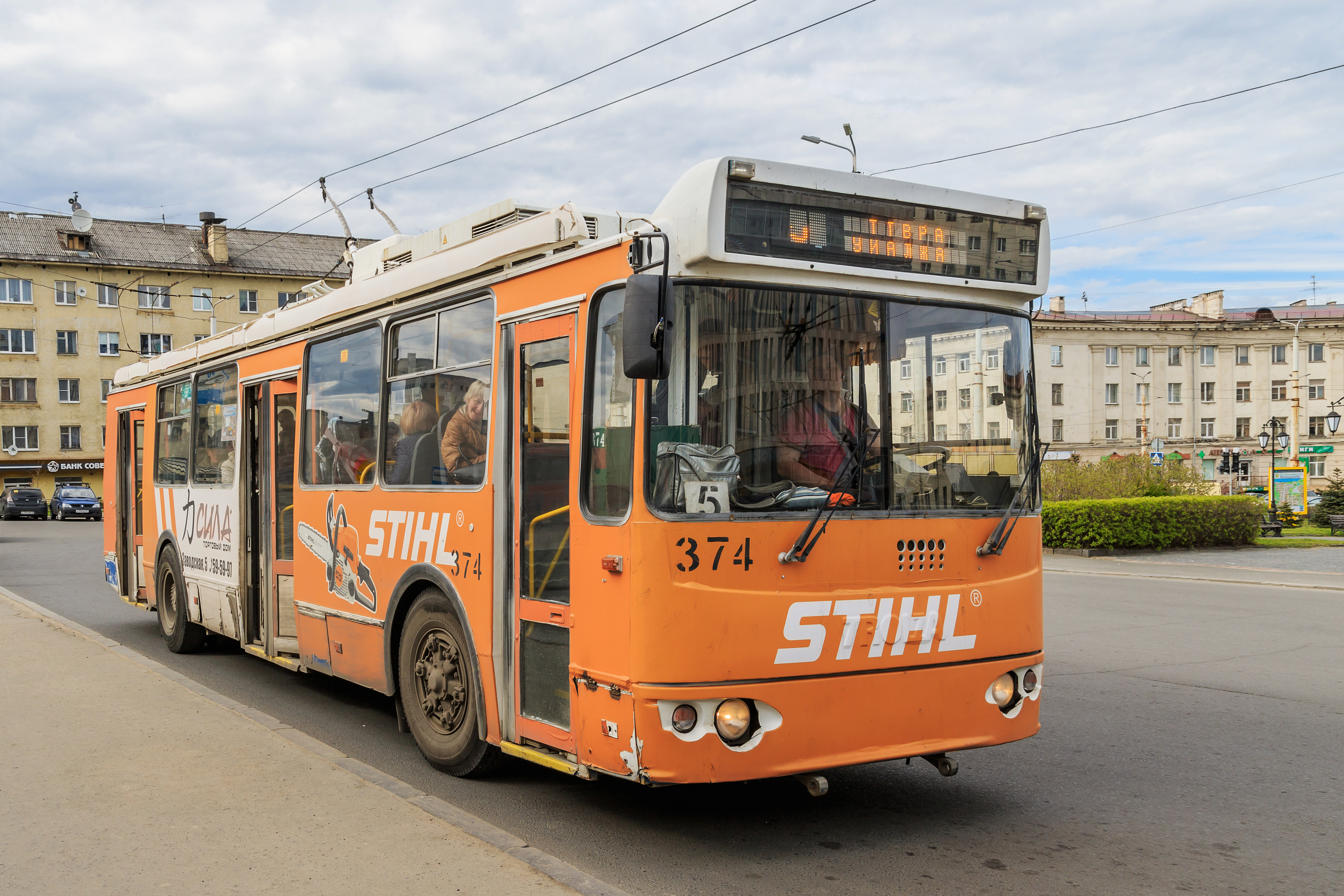
Троллейбус маршрута № 5 следует в направлении к/ст. «Лыжная улица» по площади Гагарина, 5 июня 2017 года.

| Дата открытия | Путь следования | Примечание        |
| ------------- | --- | ----------------- |
| 07.11.1984    | Улица Ровио — Комсомольский Проспект — Красноармейская улица — проспект Ленина — улица Кирова — набережная Варкауса — Московская улица — Первомайский проспект — Заводская улица — ДСК — Заводская улица — Первомайский проспект — Московская улица — набережная Варкауса — улица Кирова — проспект Ленина — площадь Гагарина — Красноармейская улица — Комсомольский Проспект — Улица Ровио                        | Новый маршрут     |
| 21.10.1985    | Улица Ровио — Комсомольский Проспект — Красноармейская улица — проспект Ленина — улица Антикайнена — Первомайский проспект — к/т Калевала — Первомайский проспект — улица Антикайнена — проспект Ленина — площадь Гагарина — Красноармейская улица — Комсомольский Проспект — Улица Ровио | Сокращён          |
| 23.12.1985    | Маршрут закрыт |                   |
| 15.12.1986    | Лыжная улица — Улица Ровио — Комсомольский Проспект — Красноармейская улица — проспект Ленина — улица Кирова — набережная Варкауса — Московская улица — Троллейбусное управление — Московская улица — набережная Варкауса — улица Кирова — проспект Ленина — площадь Гагарина — Красноармейская улица — Комсомольский Проспект — Улица Ровио — Лыжная улица                                                         | Новый маршрут     |
| 01.08.1996    | Улица Ровио — Комсомольский Проспект — Красноармейская улица — проспект Ленина — улица Кирова — набережная Варкауса — Московская улица — Троллейбусное управление — Московская улица — набережная Варкауса — улица Кирова — проспект Ленина — площадь Гагарина — Красноармейская улица — Комсомольский Проспект — Улица Ровио                                                                                       | Сокращён          |
| 01.09.1997    | Улица Ровио — Комсомольский Проспект — Красноармейская улица — проспект Ленина — улица Кирова — набережная Варкауса — Московская улица — Первомайский проспект — Улица Степана Разина — Товарная станция — Краснофлотская улица — Первомайский проспект — Московская улица — набережная Варкауса — улица Кирова — проспект Ленина — площадь Гагарина — Красноармейская улица — Комсомольский Проспект — Улица Ровио | Продлён           |
| 15.08.1998    | Лыжная улица — Улица Ровио — Комсомольский Проспект — Красноармейская улица — проспект Ленина — улица Антикайнена — Первомайский проспект — Улица Степана Разина — Товарная станция — Краснофлотская улица — Первомайский проспект — улица Антикайнена — проспект Ленина — площадь Гагарина — Красноармейская улица — Комсомольский Проспект — Улица Ровио — Лыжная улица                                           | Продлён и изменён |
| 25.12.2017    | Лыжная улица — Улица Ровио — Комсомольский Проспект — Красноармейская улица — проспект Ленина — улица Антикайнена — Первомайский проспект — Заводская улица — ДСК — улица Зайцева — улица Мелентьевой — набережная Варкауса — Московская улица — Первомайский проспект — улица Антикайнена — проспект Ленина — площадь Гагарина — Красноармейская улица — Комсомольский Проспект — Улица Ровио — Лыжная улица       | Изменен           |
| 24.02.2021    | Лыжная улица — Улица Ровио — Комсомольский Проспект — Красноармейская улица — проспект Ленина — улица Антикайнена — Первомайский проспект — Заводская улица — ДСК — улица Зайцева — улица Мелентьевой — набережная Варкауса — улица Кирова — проспект Ленина — площадь Гагарина — Красноармейская улица — Комсомольский Проспект — Улица Ровио — Лыжная улица                                                       | Изменен           |
| 18.06.2021    | Лыжная улица — Улица Ровио — Комсомольский Проспект — Красноармейская улица — проспект Ленина — улица Антикайнена — Первомайский проспект — Заводская улица — ДСК — улица Зайцева — улица Мелентьевой — набережная Варкауса — Московская улица — Первомайский проспект — улица Антикайнена — проспект Ленина — площадь Гагарина — Красноармейская улица — Комсомольский Проспект — Улица Ровио — Лыжная улица       | Изменен           |
| 01.04.2022    | Лыжная улица — Улица Ровио — Комсомольский Проспект — Красноармейская улица — проспект Ленина — улица Антикайнена — Первомайский проспект — Заводская улица — ДСК — улица Зайцева — улица Мелентьевой — набережная Варкауса — улица Кирова — проспект Ленина — площадь Гагарина — Красноармейская улица — Комсомольский Проспект — Улица Ровио — Лыжная улица                                                       | Изменен           |
| 02.01.2023    | Лыжная улица — Улица Ровио — Комсомольский Проспект — Красноармейская улица — проспект Ленина — улица Кирова — набережная Варкауса — улица Мелентьевой — улица Зайцева — ДСК — улица Зайцева — улица Мелентьевой — набережная Варкауса — улица Кирова — проспект Ленина — площадь Гагарина — Красноармейская улица — Комсомольский Проспект — Улица Ровио — Лыжная улица                                            | Изменен           |

### Маршрут № 5-А
| Дата открытия | Путь следования | Примечание    |
| ------------- | --- | ------------- |
| 01.12.1988    | Лыжная улица — Улица Ровио — Комсомольский Проспект — Красноармейская улица — Площадь Гагарина — Красноармейская улица — Комсомольский Проспект — Улица Ровио — Лыжная улица | Новый маршрут |
| 01.08.1996    | Маршрут закрыт |               |

### Маршрут № 6
| Дата открытия | Путь следования | Примечание    |
| ------------- | --- | ------------- |
| 24.06.1995    | Улица Корабелов — улица Корабелов — улица Антонова — улица Репникова — Ключевское шоссе — улица Калинина — проспект Александра Невского — улица Маршала Мерецкого — улица Антикайнена — проспект Ленина — улица Куйбышева — улица Правды — проспект Александра Невского — улица Калинина — Ключевское шоссе — улица Репникова — улица Антонова — улица Корабелов — улица Корабелов | Новый маршрут |
| 21.07.2003    | Улица Корабелов — улица Корабелов — улица Антонова — улица Репникова — Ключевское шоссе — улица Калинина — проспект Александра Невского — улица Маршала Мерецкого — улица Антикайнена — Первомайский проспект — Улица Степана Разина — Товарная станция — Краснофлотская улица — Первомайский проспект — Московская улица — набережная Варкауса — улица Кирова — проспект Ленина — улица Куйбышева — улица Правды — проспект Александра Невского — улица Калинина — Ключевское шоссе — улица Репникова — улица Антонова — улица Корабелов — улица Корабелов | Продлен       |
| 25.12.2017    | Улица Корабелов — улица Корабелов — улица Антонова — улица Репникова — Ключевское шоссе — улица Калинина — проспект Александра Невского — улица Правды — улица Куйбышева — проспект Ленина — Площадь Гагарина — Проспект Ленина — улица Антикайнена — Первомайский проспект — Улица Степана Разина — Товарная станция — Краснофлотская улица — Первомайский проспект — проспект Ленина — площадь Гагарина — проспект Ленина — улица Куйбышева — улица Правды — проспект Александра Невского — улица Калинина — Ключевское шоссе — улица Репникова — улица Антонова — улица Корабелов — улица Корабелов                                                                    | Изменен       |
| 05.07.2021    | Маршрут приостановлен |               |
| 01.04.2022    | Улица Корабелов — улица Корабелов — улица Антонова — улица Репникова — Ключевское шоссе — улица Калинина — проспект Александра Невского — улица Правды — улица Куйбышева — проспект Ленина — улица Кирова — набережная Варкауса — Московская улица — Первомайский проспект — Улица Степана Разина — Товарная станция — Краснофлотская улица — Первомайский проспект — Московская улица — набережная Варкауса — улица Кирова — проспект Ленина — улица Куйбышева — улица Правды — проспект Александра Невского — улица Калинина — Ключевское шоссе — улица Репникова — улица Антонова — улица Корабелов — улица Корабелов                                                  | Восстановлен  |
| 01.09.2024    | Улица Корабелов — улица Корабелов — улица Антонова — улица Репникова — Ключевское шоссе — улица Калинина — проспект Александра Невского — улица Правды — улица Куйбышева — проспект Ленина — улица Кирова — набережная Варкауса — Московская улица — Первомайский проспект — Улица Степана Разина — Товарная станция — Краснофлотская улица — Первомайский проспект — Московская улица — набережная Варкауса — улица Ленинградская — улица Кирова — проспект Ленина — улица Куйбышева — улица Правды — проспект Александра Невского — улица Калинина — Ключевское шоссе — улица Репникова — улица Антонова — улица Корабелов — улица Корабелов                            | Изменен       |
| 31.03.2025    | Улица Корабелов — улица Корабелов — улица Антонова — улица Репникова — Ключевское шоссе — улица Калинина — проспект Александра Невского — улица Луначарского — улица Фаддевская — — улица Куйбышева — проспект Ленина — улица Кирова — набережная Варкауса — Московская улица — Первомайский проспект — Улица Степана Разина — Товарная станция — Краснофлотская улица — Первомайский проспект — Московская улица — набережная Варкауса — улица Ленинградская — улица Кирова — проспект Ленина — улица Куйбышева — улица Правды — проспект Александра Невского — улица Калинина — Ключевское шоссе — улица Репникова — улица Антонова — улица Корабелов — улица Корабелов | Изменен       |
| 15.08.2025    | Маршрут приостановлен |               |

### Маршрут № 6-А
| Дата открытия | Путь следования | Примечание                                       |
| ------------- | --- | ------------------------------------------------ |
| 01.09.2003    | Улица Корабелов — улица Корабелов — улица Антонова — улица Репникова — Ключевское шоссе — улица Калинина — проспект Александра Невского — улица Маршала Мерецкого — улица Антикайнена — проспект Ленина — улица Куйбышева — улица Правды — проспект Александра Невского — улица Калинина — Ключевское шоссе — улица Репникова — улица Антонова — улица Корабелов — улица Корабелов | Новый маршрут, по трассе маршрута № 6 1995 года. |
| 17.03.2004    | Маршрут закрыт |                                                  |
| 02.10.2006    | Улица Корабелов — улица Корабелов — улица Антонова — улица Репникова — Ключевское шоссе — улица Калинина — проспект Александра Невского — улица Правды — улица Куйбышева — улица Кирова — набережная Варкауса — Московская улица — Первомайский проспект — Краснофлотская улица — Товарная станция — улица Степана Разина — Первомайский проспект — улица Антикайнена — улица Маршала Мерецкого — проспект Александра Невского — улица Калинина — Ключевское шоссе — улица Репникова — улица Антонова — улица Корабелов — улица Корабелов | Новый маршрут, обратный маршруту № 6             |
| 01.11.2006    | Маршрут переименован в № 9 |                                                  |

### Маршрут № 7

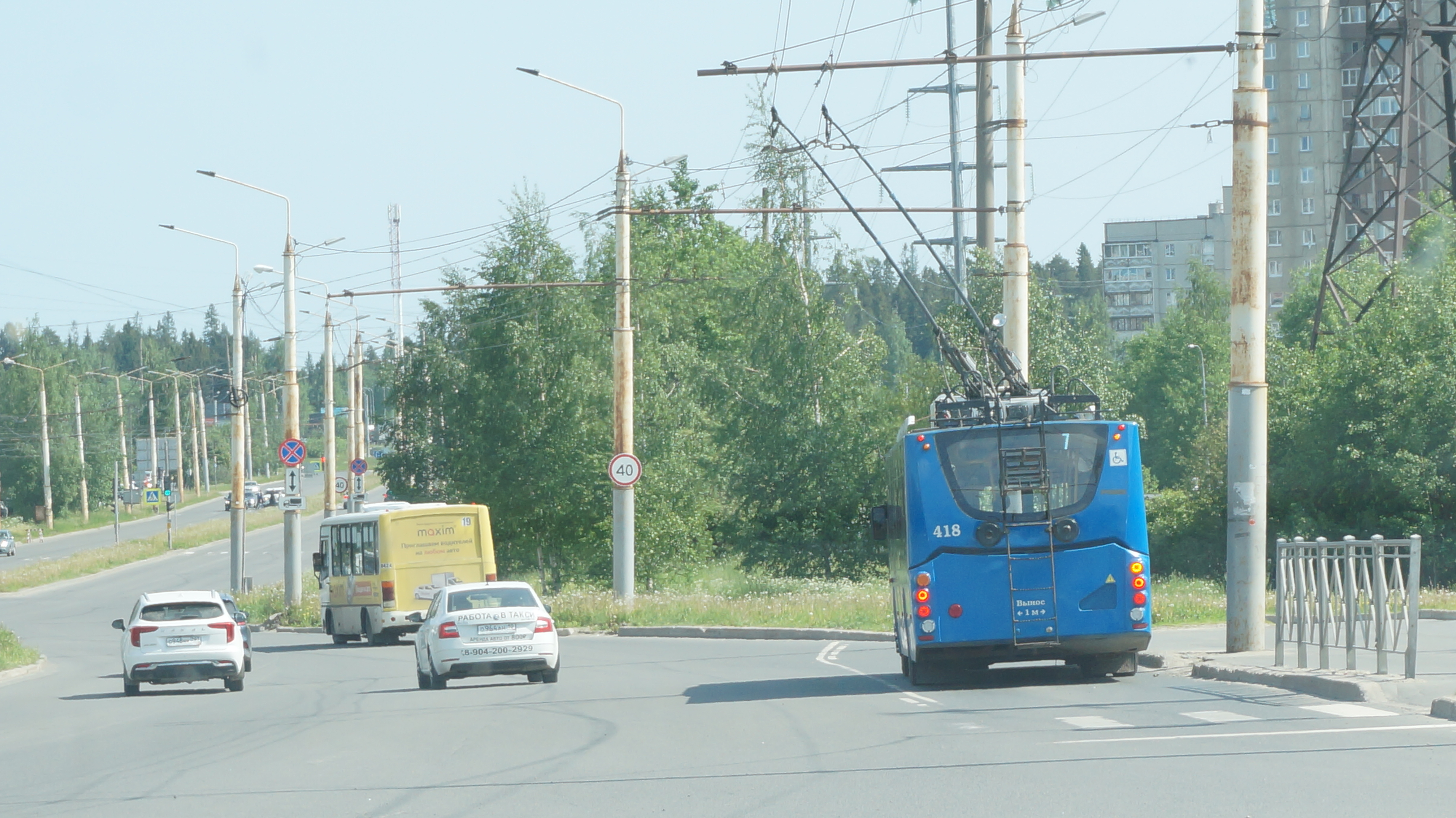
Троллейбус маршрута № 7 следует в направлении к/ст. «Улица Корабелов» по Лососинскому шоссе, 14 июня 2025 года.

| Дата открытия | Путь следования | Примечание                                                 |
| ------------- | --- | ---------------------------------------------------------- |
| 29.06.1997    | Площадь Гагарина — проспект Ленина — улица Антикайнена — Первомайский проспект — Краснофлотская улица — Товарная станция — улица Степана Разина — Первомайский проспект — улица Антикайнена — проспект Ленина — Площадь Гагарина | Новый маршрут                                              |
| 15.08.1998    | Маршрут закрыт |                                                            |
| 24.06.2004    | Улица Корабелов — улица Корабелов — улица Антонова — улица Репникова — Ключевское шоссе — Лыжная улица — улица Ровио — Лыжная улица — Ключевская улица — улица Репникова — улица Антонова — улица Корабелов — Улица Корабелов | Новый маршрут                                              |
| 15.09.2005    | Улица Корабелов — улица Корабелов — улица Антонова — улица Репникова — Ключевское шоссе — Лыжная улица — улица Ровио — Комсомольский проспект — Красноармейская улица — площадь Гагарина — улица Шотмана — улица Чапаева — Верхнее чапаевское кольцо — улица Чапаева — улица Шотмана — площадь Гагарина — Красноармейская улица — Комсомольский проспект — улица Ровио — Лыжная улица — Ключевское шоссе — улица Репникова — улица Антонова — улица Корабелов — Улица Корабелов | Продлен                                                    |
| 2006 г.       | Улица Корабелов — улица Корабелов — улица Антонова — улица Репникова — Ключевское шоссе — Лыжная улица — улица Ровио — Комсомольский проспект — Красноармейская улица — площадь Гагарина — улица Шотмана — улица Чапаева — Верхнее чапаевское кольцо — Лесной проспект — Лососинское шоссе — Лесной проспект — Верхнее чапаевское кольцо — улица Чапаева — улица Шотмана — площадь Гагарина — Красноармейская улица — Комсомольский проспект — улица Ровио — Лыжная улица — Ключевское шоссе — улица Репникова — улица Антонова — улица Корабелов — Улица Корабелов                            | Продлен                                                    |
| 27.07.2007    | Маршрут закрыт |                                                            |
| 01.06.2025    | Улица Корабелов — улица Корабелов — улица Антонова — улица Репникова — Ключевское шоссе — улица Калинина — проспект Александра Невского — улица Правды — улица Куйбышева — проспект Ленина — площадь Гагарина — улица Шотмана — улица Чапаева — Лесной проспект — Лососинское шоссе — Чистая улица — Лососинское шоссе — Лесной проспект — улица Чапаева — улица Шотмана — площадь Гагарина — проспект Ленина — улица Куйбышева — улица Правды — проспект Александра Невского — улица Калинина — Ключевское шоссе улица — улица Репникова — улица Антонова — улица Корабелов — Улица Корабелов | Новый маршрут                                              |
| 18.08.2025    | Улица Корабелов — улица Корабелов — улица Антонова — улица Репникова — Ключевское шоссе — улица Калинина — проспект Александра Невского — улица Правды — улица Куйбышева — проспект Ленина — площадь Гагарина — проспект Ленина — улица Куйбышева — улица Правды — проспект Александра Невского — улица Калинина — Ключевское шоссе улица — улица Репникова — улица Антонова — улица Корабелов — Улица Корабелов | Сокращен из-за ремонта ливневой канализации на ул. Чапаева |

### Маршрут № 8
| Дата открытия | Путь следования | Примечание                                                            |
| ------------- | --- | --------------------------------------------------------------------- |
| 2005 г.       | Товарная станция — Краснофлотская улица — Первомайский проспект — Улица Антикайнена — Проспект Ленина — Площадь Гагарина — улица Чапаева — улица Чапаева — улица Чапаева — Площадь Гагарина — Проспект Ленина — Улица Антикайнена — Первомайский проспект — Улица Степана Разина — Товарная станция                                | Планируемый нереализованный маршрут                                   |
| 15.09.2006    | Улица Заводская — Первомайский проспект — Улица Антикайнена — Проспект Ленина — Площадь Гагарина — улица Чапаева — Лесной проспект — Лососинское шоссе — Лесной проспект — улица Чапаева — Площадь Гагарина — Проспект Ленина — Улица Антикайнена — Первомайский проспект — Улица Заводская                                        | Новый маршрут                                                         |
| 05.10.2007    | Улица Заводская — Первомайский проспект — Улица Антикайнена — Проспект Ленина — Площадь Гагарина — улица Чапаева — Лесной проспект — Лососинское шоссе — улица Хейкконена — Лососинское шоссе — Лесной проспект — улица Чапаева — Площадь Гагарина — Проспект Ленина — Улица Антикайнена — Первомайский проспект — Улица Заводская | Продлен                                                               |
| 01.04.2008    | Улица Заводская — Первомайский проспект — Улица Антикайнена — Проспект Ленина — Площадь Гагарина — улица Чапаева — Лесной проспект — Лососинское шоссе — улица Хейкконена — Лососинское шоссе — Лесной проспект — улица Чапаева — Площадь Гагарина — Проспект Ленина — Улица Антикайнена — Первомайский проспект — Улица Заводская | Теперь работает по будням в часы пик                                  |
| 25.04.2013    | Маршрут приостановлен в связи с ремонтом улицы Чапаева |                                                                       |
| 14.11.2013    | Улица Заводская — Первомайский проспект — Улица Антикайнена — Проспект Ленина — Площадь Гагарина — улица Чапаева — Лесной проспект — Лососинское шоссе — улица Хейкконена — Лососинское шоссе — Лесной проспект — улица Чапаева — Площадь Гагарина — Проспект Ленина — Улица Антикайнена — Первомайский проспект — Улица Заводская | Движение восстановлено                                                |
| 17.07.2024    | Улица Заводская — Первомайский проспект — Улица Антикайнена — Проспект Ленина — Площадь Гагарина — улица Чапаева — Лесной проспект — Лососинское шоссе — Чистая улица — Лососинское шоссе — Лесной проспект — улица Чапаева — Площадь Гагарина — Проспект Ленина — Улица Антикайнена — Первомайский проспект — Улица Заводская     | Продлен                                                               |
| 01.09.2024    | Улица Заводская — Первомайский проспект — Улица Антикайнена — Проспект Ленина — Площадь Гагарина — улица Чапаева — Лесной проспект — Лососинское шоссе — Чистая улица — Лососинское шоссе — Лесной проспект — улица Чапаева — Площадь Гагарина — Проспект Ленина — Улица Антикайнена — Первомайский проспект — Улица Заводская     | Изменено расписание. Теперь работает все дни недели, с утра до вечера |
| 03.07.2025    | Улица Заводская — Первомайский проспект — Улица Антикайнена — Проспект Ленина — Площадь Гагарина — улица Чапаева — Лесной проспект — Лососинское шоссе — Чистая улица — Лососинское шоссе — Лесной проспект — улица Чапаева — Площадь Гагарина — Проспект Ленина — Улица Антикайнена — Первомайский проспект — Улица Заводская     | Изменено расписание. Теперь работает только по будням в часы пик      |
| 18.08.2025    | Маршрут приостановлен из-за ремонта ливневой канализации на ул. Чапаева |                                                                       |

### Маршрут № 9
| Дата открытия | Путь следования | Примечание                                            |
| ------------- | --- | ----------------------------------------------------- |
| 01.11.2006    | Улица Корабелов — улица Корабелов — улица Антонова — улица Репникова — Ключевское шоссе — улица Калинина — проспект Александра Невского — улица Правды — улица Куйбышева — улица Кирова — набережная Варкауса — Московская улица — Первомайский проспект — Краснофлотская улица — Товарная станция — улица Степана Разина — Первомайский проспект — улица Антикайнена — улица Маршала Мерецкого — проспект Александра Невского — улица Калинина — Ключевское шоссе — улица Репникова — улица Антонова — улица Корабелов — улица Корабелов | Переименованный маршрут № 6а                          |
| 04.03.2008    | Маршрут закрыт |                                                       |
| 01.10.2008    | Улица Корабелов — улица Корабелов — улица Антонова — улица Репникова — Ключевское шоссе — улица Калинина — проспект Александра Невского — улица Правды — улица Куйбышева — улица Кирова — набережная Варкауса — Московская улица — Первомайский проспект — улица Антикайнена — улица Маршала Мерецкого — проспект Александра Невского — улица Калинина — Ключевское шоссе — улица Репникова — улица Антонова — улица Корабелов — улица Корабелов                                                                                          | Восстановленный маршрут без заезда к Товарной станции |
| 01.05.2009    | Маршрут закрыт |                                                       |

### Маршрут № 10
| Дата открытия | Путь следования | Примечание    |
| ------------- | --- | ------------- |
| 05.10.2007    | Улица Хейкконена — Лососинское шоссе — Лесной проспект — Улица Чапаева — Улица Шотмана — Площадь Гагарина — Проспект Ленина — Улица Куйбышева — Улица «Правды» — Проспект Александра Невского — Улица Луначарского — Фаддеевская улица — проспект Карла Маркса — площадь Кирова — проспект Карла Маркса — Улица Куйбышева — Проспект Ленина — Площадь Гагарина — Улица Шотмана — Улица Чапаева — Лесной проспект — Лососинское шоссе — Улица Хейкконена | Новый маршрут |
| 06.11.2007    | Улица Хейкконена — Лососинское шоссе — Лесной проспект — Улица Чапаева — Улица Шотмана — Площадь Гагарина — Проспект Ленина — Улица Антикайнена — Улица Маршала Мерецкого — Проспект Александра Невского — Улица «Правды» — Площадь Кирова — Улица Улица Куйбышева — Проспект Ленина — Площадь Гагарина — Улица Шотмана — Улица Чапаева — Лесной проспект — Лососинское шоссе — Улица Хейкконена                                                        | Изменен       |
| 04.03.2008    | Маршрут закрыт |               |

## Временные маршруты

### Маршрут № 4-А
| Дата открытия | Путь следования | Примечание                               |
| ------------- | --- | ---------------------------------------- |
| 08.08.1985    | Улица Ровио — Комсомольский Проспект — Красноармейская улица — проспект Ленина — улица Кирова — Ленинградская улица — Октябрьский проспект — Ленинградская улица — улица Кирова — проспект Ленина — площадь Гагарина — Красноармейская улица — Комсомольский Проспект — Улица Ровио | Маршрут на время ремонта улицы Куйбышева |
| 20.10.1985    | Маршрут закрыт |                                          |

### Маршрут № 7-А
| Дата открытия | Путь следования | Примечание                                       |
| ------------- | --- | ------------------------------------------------ |
| 01.09.2022    | Улица Корабелов — улица Корабелов — улица Антонова — улица Репникова — Ключевское шоссе — Лыжная улица — Лыжная улица — улица Ровио — Лыжная улица — Ключевская улица — улица Репникова — улица Антонова — улица Корабелов — Улица Корабелов | Маршрут на время капитального ремонта школы № 26 |
| 29.09.2022    | Улица Корабелов — улица Корабелов — улица Антонова — улица Репникова — Ключевское шоссе — Лыжная улица — Лыжная улица — улица Ровио — Лыжная улица — Ключевская улица — улица Репникова — улица Антонова — улица Корабелов — Улица Корабелов | Отмена маршрута в праздничные и выходные дни     |
| 31.10.2022    | Маршрут приостановлен на время осенних школьных каникул |                                                  |
| 06.11.2022    | Улица Корабелов — улица Корабелов — улица Антонова — улица Репникова — Ключевское шоссе — Лыжная улица — Лыжная улица — улица Ровио — Лыжная улица — Ключевская улица — улица Репникова — улица Антонова — улица Корабелов — Улица Корабелов | Восстановлено движение                           |
| 24.12.2022    | Маршрут приостановлен на время зимних школьных каникул |                                                  |
| 08.01.2023    | Улица Корабелов — улица Корабелов — улица Антонова — улица Репникова — Ключевское шоссе — Лыжная улица — Лыжная улица — улица Ровио — Лыжная улица — Ключевская улица — улица Репникова — улица Антонова — улица Корабелов — Улица Корабелов | Восстановлено движение                           |
| 27.03.2023    | Маршрут приостановлен на время весенних школьных каникул |                                                  |
| 02.04.2023    | Улица Корабелов — улица Корабелов — улица Антонова — улица Репникова — Ключевское шоссе — Лыжная улица — Лыжная улица — улица Ровио — Лыжная улица — Ключевская улица — улица Репникова — улица Антонова — улица Корабелов — Улица Корабелов | Восстановлено движение                           |
| 29.05.2023    | Маршрут приостановлен на время летних школьных каникул |                                                  |
| 01.09.2023    | Улица Корабелов — улица Корабелов — улица Антонова — улица Репникова — Ключевское шоссе — Лыжная улица — Лыжная улица — улица Ровио — Лыжная улица — Ключевская улица — улица Репникова — улица Антонова — улица Корабелов — Улица Корабелов | Восстановлено движение                           |
| 28.10.2023    | Маршрут приостановлен на время осенних школьных каникул |                                                  |
| 06.11.2023    | Улица Корабелов — улица Корабелов — улица Антонова — улица Репникова — Ключевское шоссе — Лыжная улица — Лыжная улица — улица Ровио — Лыжная улица — Ключевская улица — улица Репникова — улица Антонова — улица Корабелов — Улица Корабелов | Восстановлено движение                           |
| 25.03.2024    | Маршрут приостановлен на время весенних школьных каникул |                                                  |
| 31.03.2024    | Улица Корабелов — улица Корабелов — улица Антонова — улица Репникова — Ключевское шоссе — Лыжная улица — Лыжная улица — улица Ровио — Лыжная улица — Ключевская улица — улица Репникова — улица Антонова — улица Корабелов — Улица Корабелов | Восстановлено движение                           |
| 29.05.2024    | Маршрут приостановлен на время летних школьных каникул |                                                  |
| 02.09.2024    | Улица Корабелов — улица Корабелов — улица Антонова — улица Репникова — Ключевское шоссе — Лыжная улица — Лыжная улица — улица Ровио — Лыжная улица — Ключевская улица — улица Репникова — улица Антонова — улица Корабелов — Улица Корабелов | Восстановлено движение                           |
| 26.10.2024    | Маршрут приостановлен на время осенних школьных каникул |                                                  |
| 05.11.2024    | Улица Корабелов — улица Корабелов — улица Антонова — улица Репникова — Ключевское шоссе — Лыжная улица — Лыжная улица — улица Ровио — Лыжная улица — Ключевская улица — улица Репникова — улица Антонова — улица Корабелов — Улица Корабелов | Восстановлено движение                           |
| 28.12.2024    | Маршрут приостановлен на время зимних школьных каникул |                                                  |
| 09.01.2025    | Улица Корабелов — улица Корабелов — улица Антонова — улица Репникова — Ключевское шоссе — Лыжная улица — Лыжная улица — улица Ровио — Лыжная улица — Ключевская улица — улица Репникова — улица Антонова — улица Корабелов — Улица Корабелов | Восстановлено движение                           |
| 24.03.2025    | Маршрут приостановлен на время весенних школьных каникул |                                                  |
| 31.03.2025    | Улица Корабелов — улица Корабелов — улица Антонова — улица Репникова — Ключевское шоссе — Лыжная улица — Лыжная улица — улица Ровио — Лыжная улица — Ключевская улица — улица Репникова — улица Антонова — улица Корабелов — Улица Корабелов | Восстановлено движение                           |
| 24.05.2025    | Маршрут приостановлен на время летних школьных каникул |                                                  |

### Маршрут № 8-А
| Дата открытия | Путь следования | Примичание                                    |
| ------------- | --- | --------------------------------------------- |
| 04.07.2024    | Чистая улица — Лососинское шоссе — Лесной проспект — Улица Чапаева — Автовокзал — Улица Чапаева — Лесной проспект — Лососинское шоссе — Чистая улица | Маршрут на время замены труб на улице Шотмана |
| 17.07.2024    | Маршрут закрыт |                                               |

## Специальные маршруты

### Экскурсионный маршрут
| Дата открытия | Путь следования | Примичание    |
| ------------- | --- | ------------- |
| 26.06.2005    | Кинотеатр «Победа» — проспект Ленина — улица Куйбышева — улица Правды— проспект Александра Невского — улица Маршала Мерецкого — улица Антикайнена — проспект Ленина — Кинотеатр «Победа» | Новый маршрут |
| 27.08.2005    | Маршрут закрыт |               |